# Red Bull Junior Team

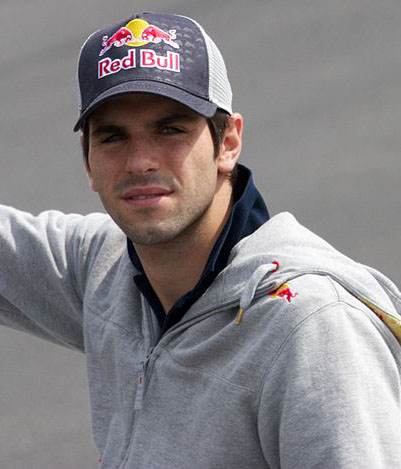
Jaime Alguersuari, 2010.

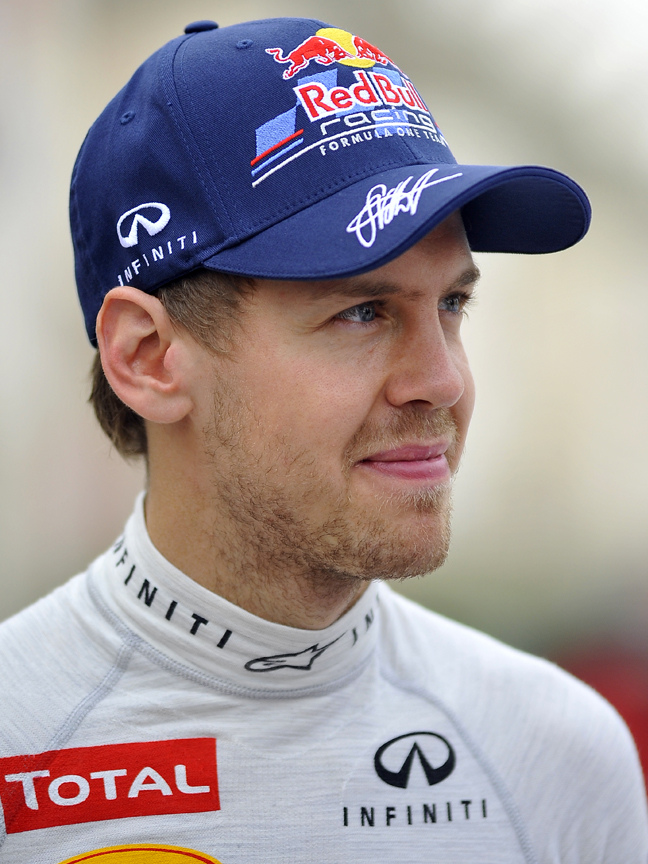
Sebastian Vettel, 2012.

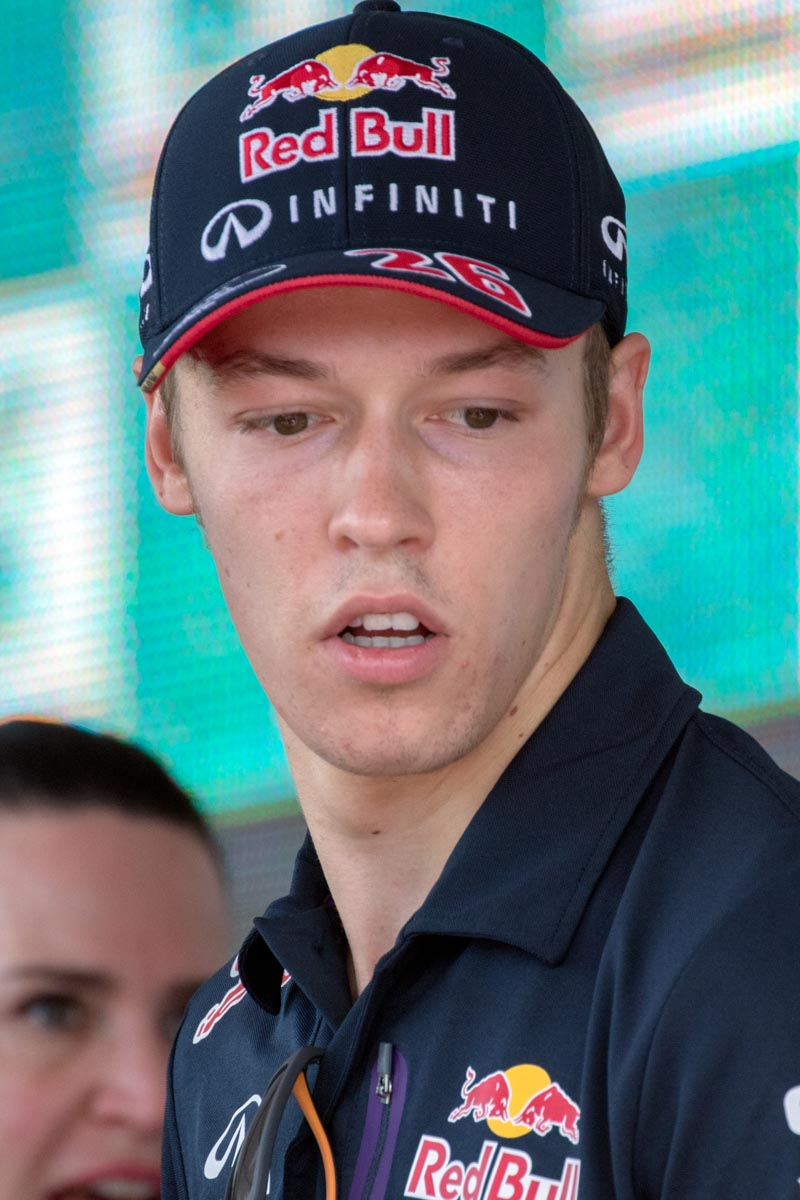
Daniil Kvyat, 2015.

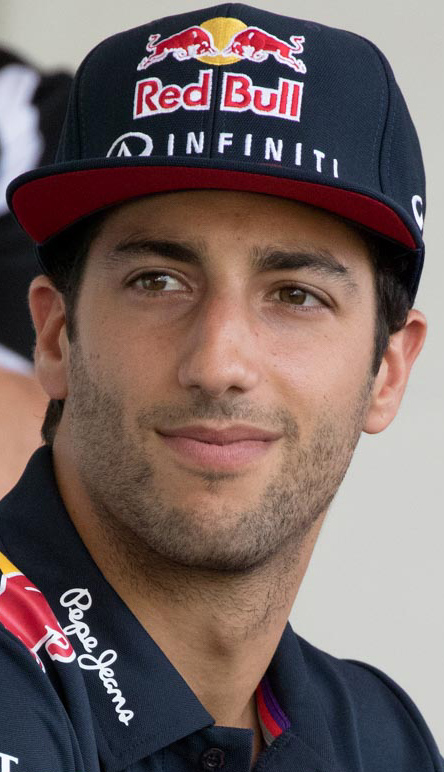
Daniel Ricciardo, 2015.

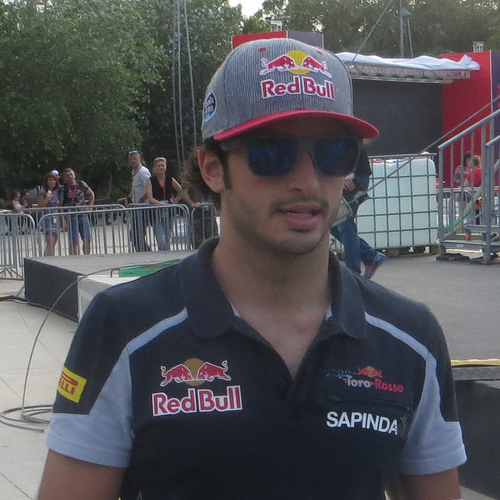
Carlos Sainz, Jr., 2016.

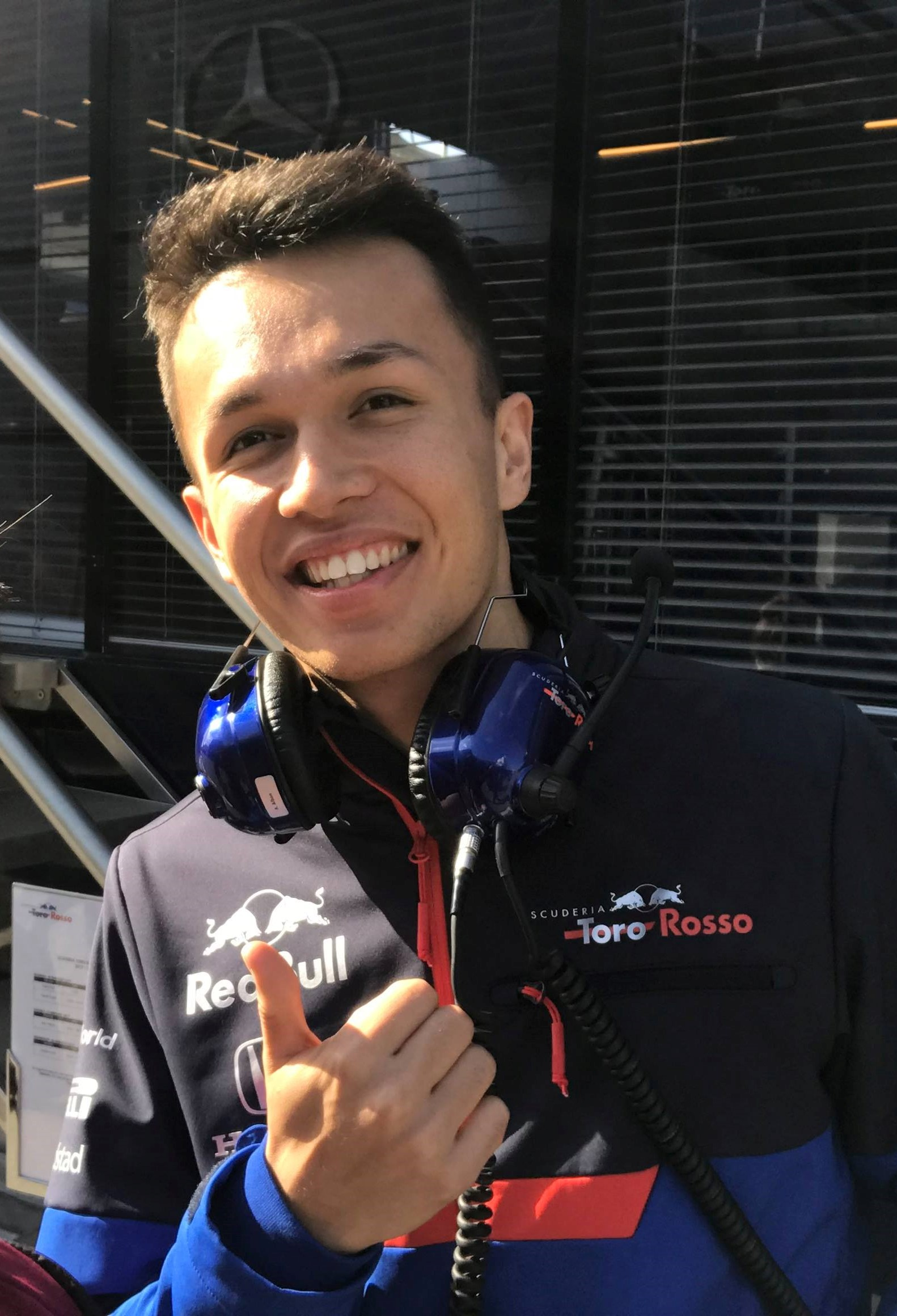
Alexander Albon, 2019.

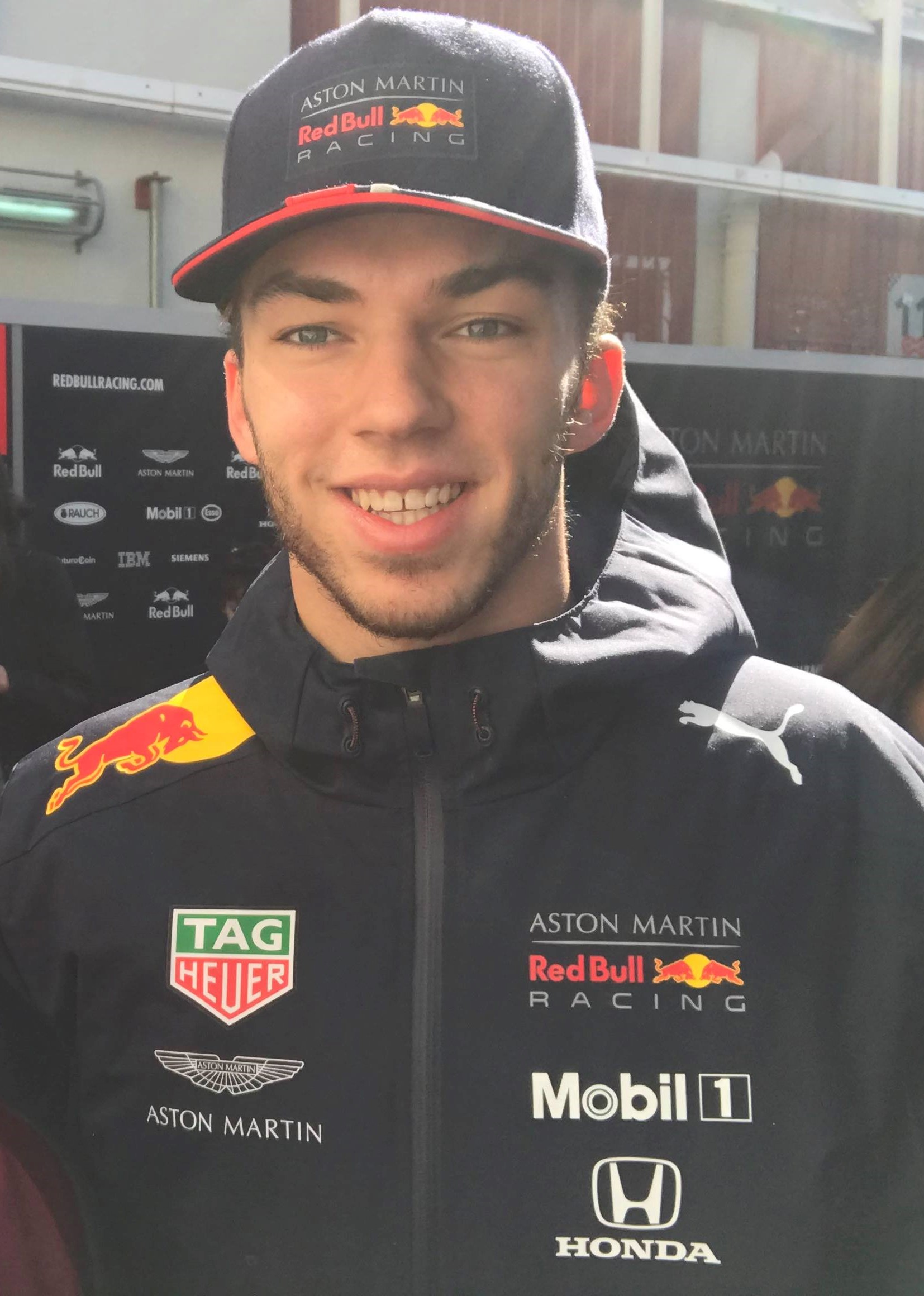
Pierre Gasly, 2019.

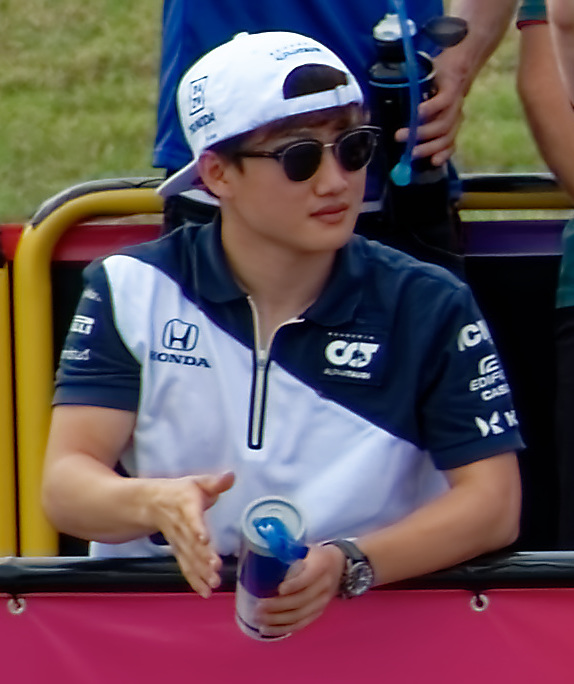
Yuki Tsunoda, 2021.

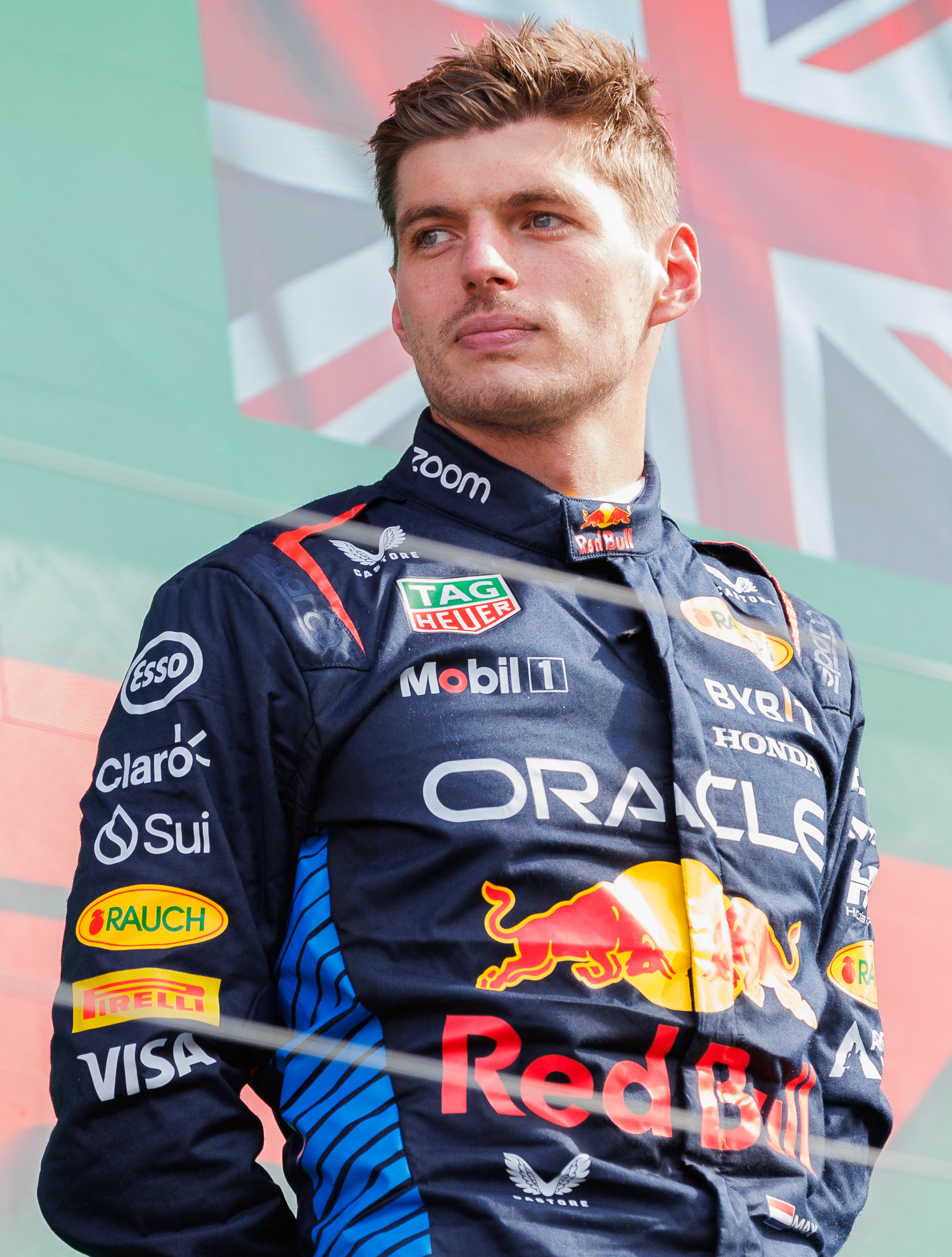
Max Verstappen, 2024.

Red Bull Junior Team är ett utbildningsprogram i syfte att fostra unga racerförare för att ta förarplatser främst i Formel 1-stallen Red Bull Racing och Racing Bulls samt tidigare för Scuderia Toro Rosso och Scuderia Alpha Tauri. Utbildningsprogrammet ägs av det österrikiska energidrycktillverkaren Red Bull och leds av den österrikiske före detta racerföraren Dr. Helmut Marko, sedan det startades år 2001.

## Racerförare
De racerförare som ingår alternativt har ingått i utbildningsprogrammet. De som kör alternativt har kört i Formel 1 har sina namn i fet stil.
| Namn                   |                | Tidsperiod | Kör(de) i F1 | Förartitlar (F1) |
| ---------------------- | -------------- | ---------- | --- | ---------------- |
| Ricardo Maurício       | Brasilien      | 2001–2002  | |                  |
| Bernhard Auinger       | Österrike      | 2001–2003  | |                  |
| Patrick Friesacher     | Österrike      | 2001–2003  | |                  |
| Christian Klien        | Österrike      | 2001–2003  | Jaguar Racing (2004) Red Bull Racing (2005–2006) Hispania Racing (2010)                                                                                                   |                  |
| Reinhard Kofler        | Österrike      | 2001–2004  | |                  |
| Christopher Wassermann | Österrike      | 2001–2004  | |                  |
| Vitantonio Liuzzi      | Italien        | 2002–2004  | Red Bull Racing (2005) Scuderia Toro Rosso (2006–2007) Force India (2009–2010) Hispania Racing (2011)                                                                     |                  |
| Martin Ragginger       | Österrike      | 2002–2006  | |                  |
| Sebastian Vettel       | Tyskland       | 2002–2007  | Scuderia Toro Rosso (2006, 2007–2008) BMW Sauber (2006–2007) Red Bull Racing (2009–2014) Scuderia Ferrari (2015–2020) Aston Martin F1 (2021–2022)                         | 4st (2010–2013)  |
| Paul Edwards           | USA            | 2003       | |                  |
| Grant Maiman           | USA            | 2003       | |                  |
| Joel Nelson            | USA            | 2003       | |                  |
| Mathias Lauda          | Österrike      | 2003–2004  | |                  |
| Norbert Siedler        | Österrike      | 2003–2004  | |                  |
| Scott Speed            | USA            | 2003–2005  | Scuderia Toro Rosso (2006–2007) |                  |
| Dominique Claessens    | USA            | 2004       | |                  |
| Matt Jaskol            | USA            | 2004       | |                  |
| Narain Karthikeyan     | Indien         | 2004       | Jordan Grand Prix (2005) HRT F1 Team (2011–2012) |                  |
| Atte Mustonen          | Finland        | 2004       | |                  |
| Guillermo Rojas        | Mexiko         | 2004       | |                  |
| Colin Fleming          | USA            | 2004–2006  | |                  |
| Michael Ammermüller    | Tyskland       | 2004–2007  | |                  |
| Adrian Zaugg           | Sydafrika      | 2004–2007  | |                  |
| Jim Ka To              | Thailand       | 2005       | |                  |
| Matías Milla           | Argentina      | 2005       | |                  |
| Teemu Nyman            | Finland        | 2005       | |                  |
| Philipp Eng            | Österrike      | 2005–2006  | |                  |
| Filipe Albuquerque     | Portugal       | 2005–2007  | |                  |
| Neel Jani              | Schweiz        | 2005–2007  | |                  |
| Sébastien Buemi        | Schweiz        | 2005–2008  | Scuderia Toro Rosso (2009–2011) |                  |
| Stefano Coletti        | Monaco         | 2005–2008  | |                  |
| Michail Aljosjin       | Ryssland       | 2005–2009  | |                  |
| Sergej Afanasiev       | Ryssland       | 2006       | |                  |
| Nathan Antunes         | Australien     | 2006       | |                  |
| Yoshitaka Kuroda       | Japan          | 2006       | |                  |
| Niall Quinn            | Irland         | 2006       | |                  |
| Oliver Oakes           | Storbritannien | 2006–2007  | |                  |
| Edoardo Piscopo        | Italien        | 2006–2007  | |                  |
| Jaime Alguersuari      | Spanien        | 2006–2009  | Scuderia Toro Rosso (2009–2011) |                  |
| Robert Wickens         | Kanada         | 2006–2009  | |                  |
| Brendon Hartley        | Nya Zeeland    | 2006–2010  | Scuderia Toro Rosso (2017–2018) |                  |
| Pedro Bianchini        | Brasilien      | 2007       | |                  |
| Kevin Mirocha          | Tyskland       | 2007       | |                  |
| Tom Dillman            | Frankrike      | 2007–2008  | |                  |
| Jean-Karl Vernay       | Frankrike      | 2007–2008  | |                  |
| Mika Mäki              | Finland        | 2007–2009  | |                  |
| Karun Chandhok         | Indien         | 2008       | HRT F1 Team (2010) Team Lotus (2011) |                  |
| Daniel Juncadella      | Spanien        | 2008–2009  | |                  |
| Daniel Ricciardo       | Australien     | 2008–2011  | HRT F1 Team (2011) Scuderia Toro Rosso (2012–2013) Red Bull Racing (2014–2018) Renault F1 (2019–2020) McLaren (2021–2022) Scuderia Alpha Tauri (2023) Racing Bulls (2024) |                  |
| Jean-Éric Vergne       | Frankrike      | 2008–2011  | Scuderia Toro Rosso (2012–2014) |                  |
| Mirko Bortolotti       | Italien        | 2009       | |                  |
| Daniil Kvyat           | Ryssland       | 2010–2013  | Scuderia Toro Rosso (2014, 2016–2017, 2019) Red Bull Racing (2015–2016) Scuderia Alpha Tauri (2020)                                                                       |                  |
| Carlos Sainz, Jr.      | Spanien        | 2010–2014  | Scuderia Toro Rosso (2015–2017) Renault (2017–2018) McLaren (2019–2020) Scuderia Ferrari (2021–2024) Williams F1 (2025–)                                                  |                  |
| Alexander Albon        | Thailand       | 2012       | Scuderia Toro Rosso (2019) Red Bull Racing (2019–2020) Williams F1 (2022–)                                                                                                |                  |
| Stefan Wackerbauer     | Tyskland       | 2012       | |                  |
| Lewis Williamson       | Storbritannien | 2012       | |                  |
| António Félix          | Portugal       | 2012–2013  | |                  |
| Callan O'Keeffe        | Sydafrika      | 2012–2013  | |                  |
| Tom Blomqvist          | Storbritannien | 2013       | |                  |
| Beitske Visser         | Nederländerna  | 2013       | |                  |
| Alex Lynn              | Storbritannien | 2013       | |                  |
| Max Verstappen         | Nederländerna  | 2014       | Scuderia Toro Rosso (2015–2016) Red Bull Racing (2016–) | 4st (2021–2024)  |
| Pierre Gasly           | Frankrike      | 2014–2017  | Scuderia Toro Rosso (2017–2019) Red Bull Racing (2019) Scuderia Alpha Tauri (2020–2022) Alpine F1 (2023–)                                                                 |                  |
| Callum Ilott           | Storbritannien | 2015       | |                  |
| Dean Stoneman          | Storbritannien | 2015       | |                  |
| Luis Leeds             | Australien     | 2016       | |                  |
| Sérgio Sette           | Brasilien      | 2016       | |                  |
| Niko Kari              | Finland        | 2016–2017  | |                  |
| Richard Verschoor      | Nederländerna  | 2016–2017  | |                  |
| Dennis Hauger          | Norge          | 2017–      | |                  |
| Neil Verhagen          | USA            | 2017–2018  | |                  |
| Dan Ticktum            | Storbritannien | 2017–2019  | |                  |
| Jack Doohan            | Australien     | 2017–2021  | Alpine F1 (2025–) |                  |
| Johnny Edgar           | Storbritannien | 2018–2022  | |                  |
| Jüri Vips              | Estland        | 2018–2022  | |                  |
| Harry Thompson         | Storbritannien | 2018–2019  | |                  |
| Lucas Auer             | Österrike      | 2019       | |                  |
| Pato O'Ward            | Mexiko         | 2019       | |                  |
| Yuki Tsunoda           | Japan          | 2019–2020  | Scuderia Alpha Tauri (2021–2023) Racing Bulls (2024–) |                  |
| Liam Lawson            | Nya Zeeland    | 2019–      | Scuderia Alpha Tauri (2023) Racing Bulls (2024–) |                  |
| Jehan Daruvala         | Indien         | 2020–2022  | |                  |
| Igor Fraga             | Brasilien      | 2020–202?  | |                  |
| Jak Crawford           | USA            | 2020–      | |                  |
| Ayumu Iwasa            | Japan          | 2021–      | |                  |
| Arvid Lindblad         | Storbritannien | 2021–      | |                  |
| Noel León              | Mexiko         | 2022       | |                  |
| Yuto Nomura            | Japan          | 2022       | |                  |
| Ren Sato               | Japan          | 2022       | |                  |
| Souta Arao             | Japan          | 2022–      | |                  |
| Isack Hadjar           | Frankrike      | 2022–      | Racing Bulls (2025-) |                  |
| Enzo Fittipaldi        | Brasilien      | 2023–      | |                  |
| Zane Maloney           | Barbados       | 2023–      | |                  |
| Sebastián Montoya      | Colombia       | 2023–      | |                  |
| Enzo Tarnvanichkul     | Thailand       | 2023–      | |                  |
| John Edwards           | USA            | N/A        | |                  |